# 北海道道981号上長和萩原線
北海道道981号上長和萩原線（ほっかいどうどう981ごう かみながわはぎわらせん）は北海道伊達市内を結ぶ一般道道（北海道道）である。冬期通行止め区間がある。

## 概要

### 路線データ
- 起点：北海道伊達市上長和町（国道453号交点）
- 終点：北海道伊達市萩原町（国道37号交点）
- 総延長：12.207 km
- 実延長：11.184 km
- 重用延長：1.023 km

### 道路管理者
- 胆振総合振興局 室蘭建設管理部 洞爺出張所

## 歴史
- 1980年（昭和55年）3月31日 路線認定[1]。

## 路線状況

### 重複区間
- 北海道道519号滝之町伊達線（伊達市上館山町）

### 冬期交通規制（通行止め）
- 伊達市幌美内町36-133 - 伊達市幌美内町36-43
区間延長：0.7 km

### 道路施設

#### 主なトンネル
- 伊達トンネル（637 m、伊達市上館山町） 1995年12月竣工

#### 主な橋梁

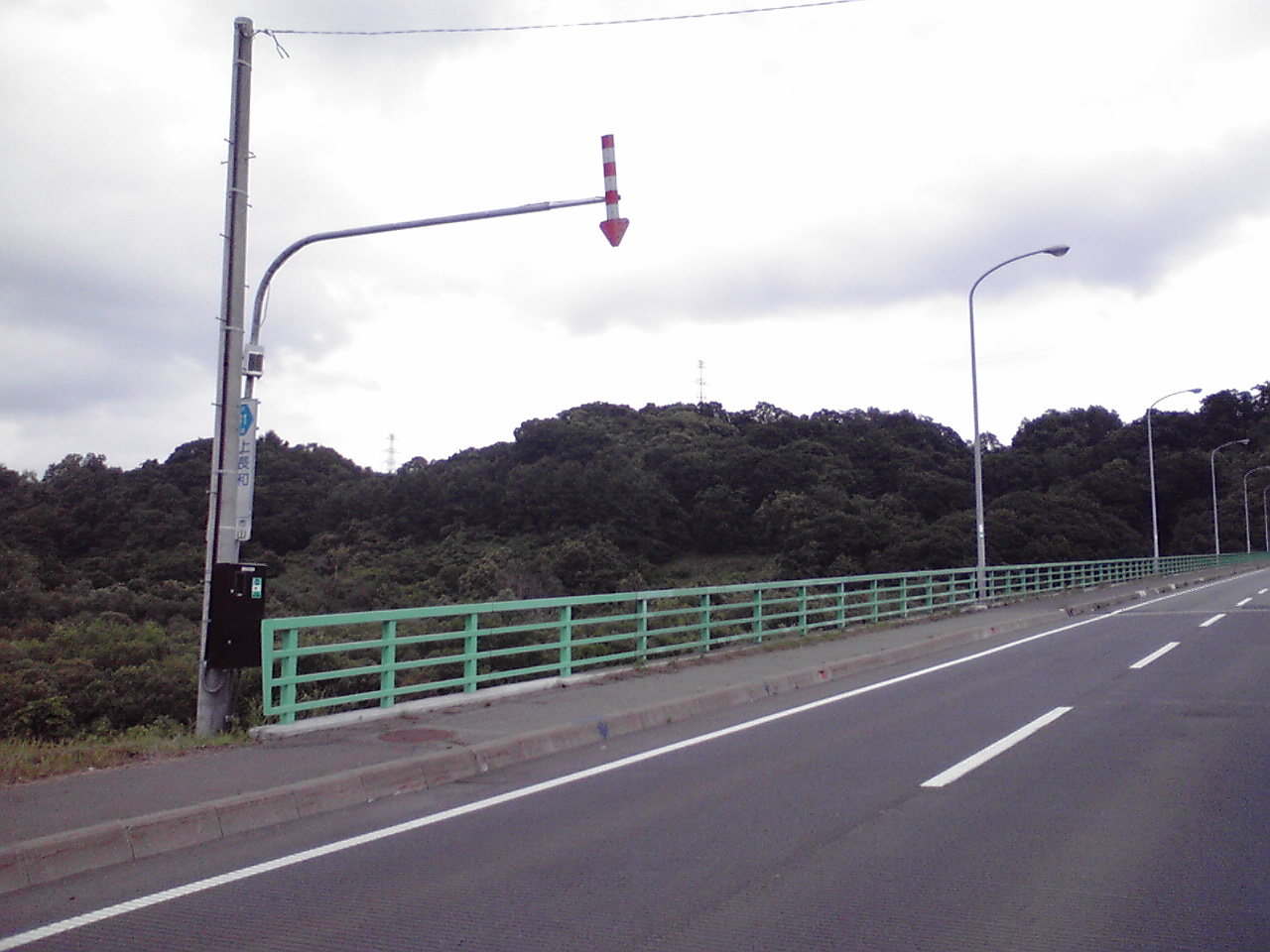
北の湘南橋

- 北の湘南橋（291 m、長流川、伊達市上長和町）

#### 常設型ゲート
- ゲート（伊達市幌美内町36-133）
- ゲート（伊達市幌美内町36-43）

## 地理

### 通過する自治体
- 胆振総合振興局
  - 伊達市

### 交差する道路
伊達市
- 国道453号 - 上長和町（起点）
- 北海道道703号洞爺湖公園線 - 上長和町
- 北海道道519号滝之町伊達線 - 上館山町（重複）
- 道央自動車道 - 清住町（接続はしない）
- 国道37号 - 萩原町（終点）

### 沿線にある施設など
伊達市
- 胆振農業改良普及センター
- 伊達市立関内小学校
- 北海道社会福祉事業団太陽の園
- 道央自動車道有珠山SA